# Мерано (хокейний клуб)
Хокейний клуб «Мерано» (італ. Hockey Club Merano) — хокейний клуб з м. Мерано, Італія. Заснований у 1968 році. Виступає в Серії В. Домашні матчі проводить на арені «Меранарена», вміщує 3,500 глядачів.

## Досягнення
- Чемпіон Італії — 2 рази

1986 та 2009

## Історія
Клуб заснований у 1968 році тричі змінював свою назву: ХК «Мерано» (1968−2008), ХК «Мерано Джуніор» (2002–2013) та знову ХК «Мерано» з 2013 року. Клуб двічі ставав чемпіоном Італії в 1986 та 2009 роках. На даний час виступає у Серії В.

## Тренери
| Сезони    | Тренер                          |
| --------- | ------------------------------- |
| 1985–1986 | Браян Лефлей                    |
| 1986–1987 | Їржі Кохта                      |
| 1990–1992 | Еніо Сакілотто                  |
| 1997–1998 | Боб Манно                       |
| 1998–2001 | Мирослав Фричер                 |
| 2001–2002 | Браян де Брюйн, Блер МакДональд |
| 2002–2003 | Поль Теріо                      |
| 2003–2004 | Бернгард Лутц, Еніо Сакілотто   |
| 2004–2006 | Стефан Маір                     |
| 2006–2007 | Бруно Аегертер                  |
| 2009–2010 | Бруно Аегертер                  |
| 2011–2013 | Дуг МакКей                      |
| 2013–2014 | Мирослав Фричер                 |
| 2014–2022 | Массімо Ансольді                |
| 2024–     | Крістіан Боргателло             |